# Walter Fitzwalter, 5. Baron Fitzwalter

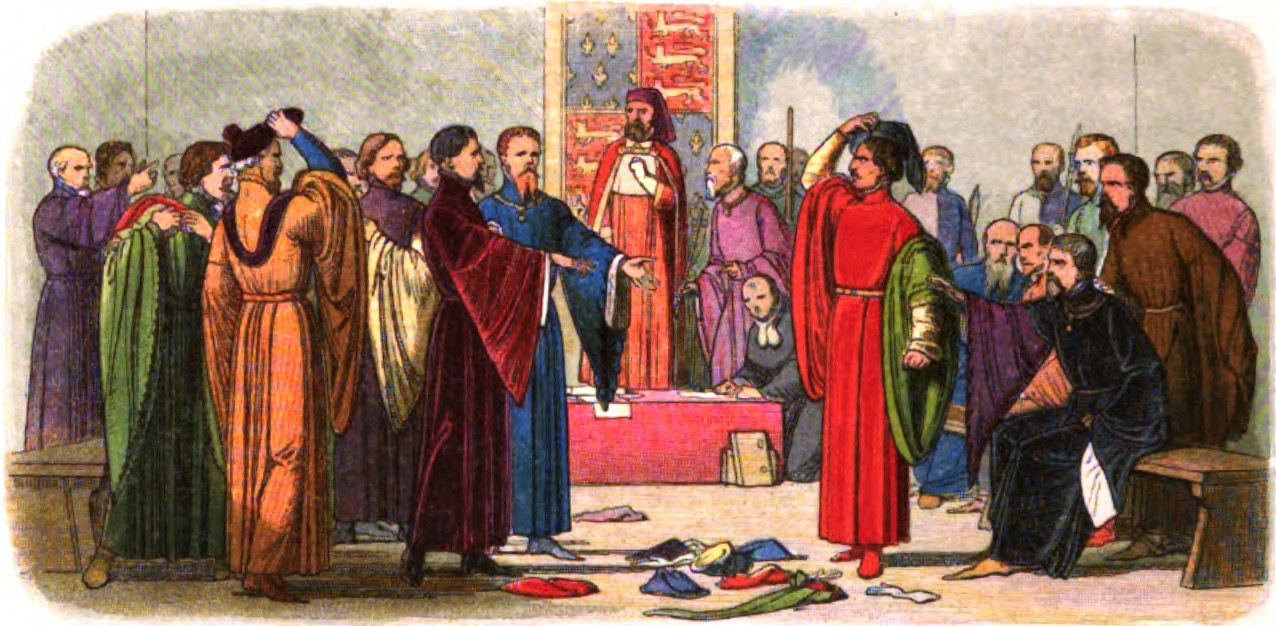
Fitzwalter fordert Edward, Duke of Aumale heraus. Historisierende Darstellung von 1864

Walter Fitzwalter, 5. Baron Fitzwalter (nach anderer Zählung 4. Baron Fitzwalter) (* 5. September 1368; † 16. Mai 1406 in Venedig) war ein englischer Adliger.

## Herkunft
Walter Fitzwalter entstammte der Adelsfamilie Fitzwalter. Er war der älteste Sohn von Walter Fitzwalter, 4. Baron Fitzwalter und dessen erster Frau Eleanor Dagworth. Sein Vater starb 1386, womit er zum Erben von dessen Besitzungen in Essex und anderen Teilen Englands wurde. Da seine Stiefmutter Philippa Mohun jedoch einen Anspruch auf ein Drittel der Güter ihres Mannes als Wittum hatte, war sein Erbe stark geschmälert. Sie überlebte ihn und starb erst 1431.

## Leben
Im Gegensatz zu seinen Vorfahren diente Fitzwalter weniger als Militär, sondern betätigte sich vor allem politisch. Als Baron Fitzwalter nahm er an den Parlamenten teil, wobei er sich politisch mit Thomas of Woodstock, Duke of Gloucester verbündete, unter dem schon sein Vater im Hundertjährigen Krieg gedient hatte. Dessen Burg von Pleshey lag in der Nähe seiner Güter Woodham Walter und Henham. Im Februar 1395 begleitete er Gloucester, als dieser im Auftrag König Richards II. nach Irland reiste. Gloucester starb 1397 unter unklaren Umständen. Während des ersten Parlaments des neuen Königs Heinrich IV. bezichtigte Fitzwalter am 18. Oktober 1399 Edward of Norwich, Duke of Aumale, den Ehemann seiner Stiefmutter, des Mordes an Gloucester und forderte ihn zum Zweikampf. Dies wurde vom König unterbunden, doch erst 1401 söhnten sich Fitzwalter und Edward of Norwich förmlich aus. Aufgrund der Rebellion von Owain Glyndŵr in Wales beauftragte der König ihn 1403, Dorstone Castle an der Grenze zu Wales zu befestigen. In seiner Heimat Essex trat Fitzwalter dagegen nicht politisch in Erscheinung und übernahm auch keine Ämter. Während einer Reise nach Italien geriet Fitzwalter zwischen Rom und Neapel in die Gefangenschaft sarazenischer Korsaren. Er wurde nach Tunis verschleppt und erst nach längerer Gefangenschaft von genuesischen Kaufleuten ausgelöst. Von den Entbehrungen der Gefangenschaft geschwächt, starb er in Italien.

## Familie und Nachkommen
Fitzwalter hatte vor April 1390 Joan Devereux (1379–1409) geheiratet, eine Tochter von John Devereux, 1. Baron Devereux und Margaret de Vere. Seine Frau erbte nach dem kinderlosen Tod ihres Bruders John 1396 dessen Besitzungen. Mit ihr hatte er mindestens zwei Kinder:
- Humphrey Fitzwalter, 6. Baron Fitzwalter (1398–1415)
- Walter Fitzwalter, 7. Baron Fitzwalter (1400–1431)

Nach Fitzwalters Tod heiratete seine Witwe in zweiter Ehe Hugh Burnell, 2. Baron Burnell.